# Chemtrails over the Country Club
Chemtrails over the Country Club este al șaptelea album de studio al cântăreței-compozitoare americane Lana Del Rey. A fost lansat pe 19 martie 2021, de Polydor și Interscope Records, urmând albumul Norman Fucking Rockwell! (2019).